# Юр'ян Андрій Андрійович
Юр'я́н (Юр'янс) Андрі́й Андрі́йович (латис. Andrejs Jurjāns або Jurjānu Andrejs) (* 30 вересня 1856, Менгелі — † 28 вересня 1922, Рига) — латвійський композитор і фольклорист.

## Біографія
Народився в садибі Менгелі (неподалік від Ерглі, нині Мадонський район). Його батько, власник садиби, займався художнім, ткацьким ремеслом. В дитинстві Андрій був пастухом.
У 1880 році закінчив Петербурзьку консерваторію за класом органа Л. Ф. Гоміліуса, в 1881 році — за класом композиції М. А. Римського-Корсакова, в 1882 році — за класом валторни Ф. Х. Гоміліуса. В 1882–1916 роках викладав в Харківському музичному училищі і був музичним критиком газети «Південний край». Давав концерти як органіст і валторніст. Популярним був квартет валторністів, створений Юр'яном А. та його братами у 80-х роках. З 1920 року Андрій жив у Ризі. Не раз керував латиськими співочими святкуваннями (Рига, Мітава) і редагував видання музичної комісії Ризького Латиського Товариства.
Андрій Юр'ян — засновник латиської наукової музичної фольклористики і автор перших національних вокально-інструментальних та симфонічних творів. Збирав та досліджував латиські пісні, створив зразкові обробки пісень для хору a capella (у тому числі «Вій, вітерець», 1884), і для голосу з фортепіано («Латиські народні пісні», 1884–1910).
Видатне значення мала праця Андрія Юр'яна «Матеріали латиської народної музики» (5 випусків видані при житті Юр'яна, 1894–1921 рік; 6-й, складений за його матеріалами, виданий посмертно, 1926). Цей збірник містить близько 1200 мелодій.
З діяльністю Юр'яна-фольклориста була тісно пов'язана його творча робота як композитора. Серед творів Андрія Юр'яна:
- «Марш свята пісні» (1880),
- «Латиські танці»(1883–1894) для оркестру,
- «Елегійний концерт» («Concerto elegiaco») для віолончелі з оркестром;
- кантата «Батьківщині» (1886);
- романси, хори, і т. д.

Брати Андрія Юр'яна: Юріс (1861–1940) — валторніст та диригент; Павул (1866–1948) — викладач вокалу, організатор першої латиської оперної трупи.